# Turks & Caicos (film)
Turks & Caicos (v anglickém originále Turks & Caicos) je britské filmové drama z roku 2014. Režisérem filmu je David Hare. Hlavní role ve filmu ztvárnili Bill Nighy, Helena Bonham Carter, Rupert Graves, Ralph Fiennes a Ewen Bremner.

## Obsazení
| Bill Nighy           | Johnny Worricker |
| Helena Bonham Carter | Margot Tyrrell   |
| Rupert Graves        | Stirling Rogers  |
| Ralph Fiennes        | Alec Beasley     |
| Ewen Bremner         | Rollo Maverley   |
| James McArdle        | Ted Finch        |
| Winona Ryder         | Melanie Fall     |
| Christopher Walken   | Curtis Pelissier |
| Malik Yoba           | Jim Carroll      |